# Schönbrunn (Baden-Württemberg)
Schönbrunn è un comune tedesco di 3 045 abitanti, situato nel land del Baden-Württemberg.